# Anticipatio (Musik)
Anticipatio (lat. Vorwegnahme; ante: vorher; capere: nehmen; auch Prolepsis oder Praesumptio) bezeichnet eine musikalische Figur, bei der eine Note oder eine Harmonie verfrüht vorausgedeutet wird. 
Der Musiktheoretiker Christoph Bernhard definiert die Anticipatio in seinem Tractatus compositionis  augmentatus als Note, die früher erklingt, als ein gewöhnlicher, natürlicher Satz es verlangen würde. Sinngemäß identisch erläutert Johann Gottfried Walther diese Figur im Musikalischen Lexikon, allerdings mit dem Zusatz, dass bei der Anticipatio keine Sprünge zulässig sind, was diese vom Accentu duplici unterscheidet. 
Häufig wird die Vorwegnahme vom Interpreten eines Musikstückes selbst vorgenommen, sie kann allerdings auch vom Komponisten gesetzt worden sein. Eine besondere Rolle spielt sie in Schlusswendungen, wo auf der letzten und somit unbetonten Zählzeit der Schlusston oder -akkord bereits im vorletzten Takt angeschlagen wird.
Da diese Figur im musikalischen Satz keine so gewichtige Rolle spielt wie ihr rhetorisches Pendant in einer Rede (bereits der römische Rhetoriker Quintilian bezeugte ihr „eine außerordentliche Kraft“, während sie in der Musik eher dem Bereich der Ornamentik zuzurechnen ist), stellt sich die Frage, ob diese überhaupt zu den musikalisch-rhetorischen Figuren gezählt werden soll.